# 남해 용문사 청동반자
남해 용문사 청동반자(南海龍門寺靑銅飯子)는 대한민국 경상남도 남해군 이동면 용소리, 용문사에 있는 청동반자이다. 2005년 7월 21일 경상남도의 문화재자료 제378호로 지정되었다.

## 개요
원형 형태의 청동반자는 이면에 10 cm 폭 가량의 가장자리를 남겨놓고 가운데가 뚫려있어 마치 징과 같은 모양이다. 반자 표면은 3조의 돌기대로 구획되어 있는데, 내구는 타격하는 부분이라 많이 마모된 상태이다. 전면 가장자리에 약 10cm의 보수흔이 있으며, 측면에는 파손된 구멍자국이 보인다.
반자 앞면은 3조의 돌기대를 同心圓圈으로 둘러 內區·中區·外區로 구획되어 있다. 3조의 돌기대는 표면에서 융기되어 뚜렷하게 도드라져 있다. 內區와 中區는 문양이 없으나, 外區는 직경 7.4 cm 크기의 梵字揷入蓮瓣圓文이 일정한 간격을 두고 5군데 시문되어 있다. 반자 측면도 앞면과 마찬가지로 3조의 돌기대를 둘렀고, 3개의 반원형의 귀(고리꼭지)를 일정한 간격을 두고 설치하였는데, 고리는 따로 주조하여 붙였다. 이면은 6개의 同心圓圈으로 음각되었고 그 간격이 일정하지는 않다.

## 참고 문헌
- 남해 용문사 청동반자 - 국가유산청 국가유산포털